# 1루수

1루수의 위치

1루수(一壘手, 영어: first baseman, 1B)는 1루 근처에 위치해서 1루를 중심으로 수비하는 내야수이다. 기록지에서 1루수의 수비수 번호는 3이다. 야구에서 매우 중요한 포지션이기도 하다.
주된 역할은 내야땅볼 때 다른 야수들이 송구하는 공을 잡아서 아웃시키거나, 1루쪽 땅볼이나 플라이볼을 잡아서 아웃시키는 것이며 1루 땅볼 때의 경우 직접 베이스를 찍거나 투수한테 토스를 해야 한다. 1루수는 다른 야수의 송구를 자주 받는 편이므로 다른 야수의 글러브에 비해 가죽을 덧대어서 긴 편이다. 이런 1루수의 글러브를 포수의 글러브와 같이 '미트(Mitt)'라고 부른다. 수비 부담이 다른 포지션보다 적어 팀의 4번타자들이 주로 맡고 있다. 다른 내야수들과는 달리, 1루는 왼손잡이들이 수비에 유리하기 때문에, 왼손 수비수들도 수비를 볼 수 있다.